# Delahaye 165
La 165 era un'autovettura di lusso prodotta dal 1938 al 1939 dalla Casa automobilistica francese Delahaye.

## Profilo

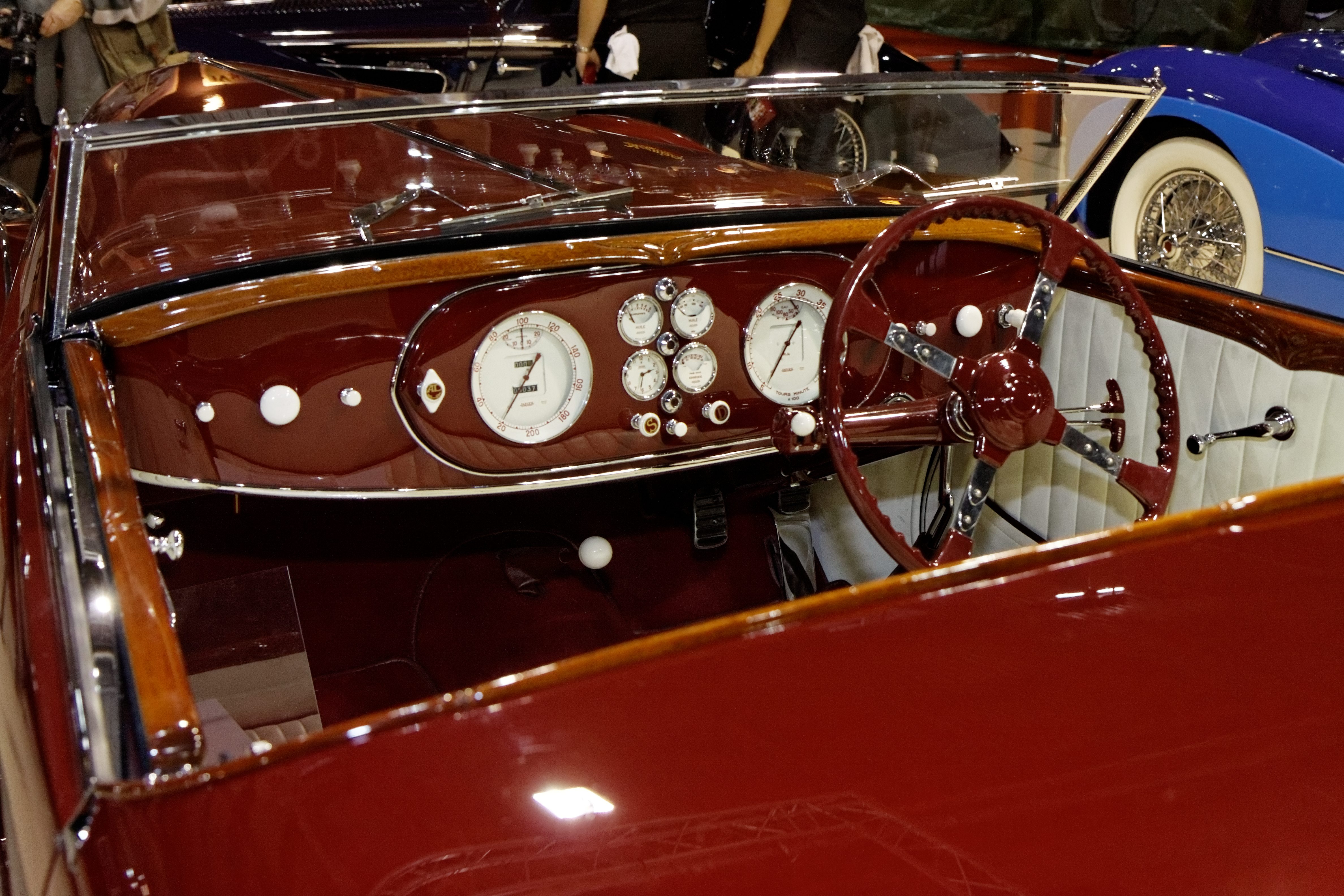
Interni

Presentata al Salone di Parigi del 1938, la 165 era una roadster di lusso nata per proporre qualcosa di veramente speciale ed esclusivo: la vettura che si presentò davanti al pubblico fu una superba esecuzione della carrozzeria Figoni et Falaschi, in stile "flamboyant", a goccia d'acqua, secondo uno stile esuberante molto in voga durante la seconda metà degli anni trenta. Un trionfo di curve sinuose, carenature ed inserti cromati.

Particolare era anche la possibilità di far scendere il parabrezza tramite un'apposita manovella, come se si trattasse di un normale finestrino laterale.

Un'altra delle principali particolarità stava sotto il cofano, dove pulsava un poderoso V12 da 4496 cm³ derivato direttamente dalla Type 145, vettura prestazionale prodotta in una manciata di esemplari di cui anche alcuni da competizione, che ottennero fra l'altro alcuni risultati di rilievo nei Gran Premi e nelle gare di durata.

Sulla 165 tale propulsore fu depotenziato, passando da 238 a 175 CV a 4500 giri/min. La grinta comunque rimaneva e conferì alla 165 un carattere brillante.

Inizialmente si prevedeva di realizzare 12 esemplari, ma alla fine ne furono realizzati solamente 5.